# Час у шаховому порядку
«Час у шаховому порядку» або «Шахова дошка часу» (англ. The Quincunx of Time) — науково-фантастичний роман американського та британського письменника Джеймса Бліша, де йдеться про отримання інформації у часі та просторі, ставлення людей до майбутнього. Є розширеною версією повісті «Бі-і-іп!», або «Звуковий сигнал», виданої в журналі «Гелексі сайнс фікшн» 1954 року. У книжковій формі роман вийшов у 1973 році. складається з прологу і епілогу та 8 частин. Номінація на премію «Юпітер» 1974 року (найкраща повість).

## Зміст
Наприкінці XXI століття вчений-фізик Тор Волд винаходить пристрій під назвою «Комунікатор Дірака», що обіцяє миттєве спілкування через міжзоряні відстані. Це дозволило Службі безпеки Землі, очолювану капітаном Робіном Вайнбаумом, зберегти мир. Вайнбаум порівнює нову технологію зі здатністю подивитися вперед вчасно. Є алюзією на розташування у шаховому порядку: розміщення п'яти об'єктів так, що чотири займають кути, а п'яте — центр (може являти собою квадрат або інший прямокутник). В залежності де знаходиться особо та об'єкт інформації залежить швидкість її отримання. При цьому зміна місця об'єктів може призводити до зміни форми, але шаховий порядок зберігається. На кшталт цього розташовано час і точки в просторі.
Втім перш ніж один з пристроїв досяг далекої зоряної системи, хтось починає робити передбачення, які свідчать про те, що хтось мав попередні знання про Комунікатор Дірака. Зрештою зрозуміло, що нова технологія включає спосіб вивчення майбутніх подій, а саме — журналістка Дана Льє опублікувала інформацію про події в далекій системі, що знаходиться на відстані 2-місячній подорожі швидкісного космічного корабля. Під час допиту Льє Вайнбаум дізнається, що журналістка отримала інформацію від установи, що називає себе ООО «Міжзоряна інформація».разом з тим виявляється, що подія, про яку повідомила Льє ще не відбулася на той час, мала статися лише 2 дні по тому. Крім того, Вайнбаум дізнається, що на борту корабля «Міжзоряної інформації» було зафіксовано Комунікатор Дірака.
Робін Вайнбаум залучає Дану Льє для операції з виявлення джерел інформації ООО «Міжзоряна інформація». Завдяки цьому виходять на її власника — Дж. Шелбі Стівенса. Про розслідування завершується нічим. Зрештою Стівенс добровільно погоджується на тривалий допит, але не може згадати яким чином отримує інформацію. Втім прогнозує нову зустріч з Вайнбаумом. В свою чергу останній починає використовувати Комунікатор Дірака для зв'язку із своїми агентами. При цьому постійно чує якісь дратівливий сигнал.
Зрештою Вейнбаум дізнається, хто дійсно є Стівенсом. На Вайнбаума здивування, коли того арештовують, це виявляється день, що прогнозував Стівенс. Вайнбаум отримує пояснення тому, що відбувається: звуковий сигнал, який був настільки дратівливим, являє собою всі повідомлення, які коли-небудь були відправлені або які коли-небудь будуть надсилатися за допомогою Комунікатор Дірака. За допомогою належних технічних прийомів можна отримати доступ до повідомлень, що є і що будуть в майбутньому.
В результаті Вайнбаум опиняється перед дилемою: наявність пристрою дозволяє передбачати загрози Землі у майбутньому, при умові, що низка передбачень є умовні, належать до альтернативної історії можливих подій, оскільки передбачення отримуються з багатьох періодів майбутнього) зміна найближчого майбутнього змінить подальше, а відповідно передбачення також повинно змінитися). Але водночас це може негативно вплинути на хід історії, якщо міняти майбутнє за допомогою інформації про нього. В подальшому описується дискусія Вейнбаума з винахідником Тором Волдом про те, що важливіше добра (необмежена) воля або детермінізм. Вайнбаум вирішує, що краще не мати вибору й тому його агенти повинні знати, що станеться. Це засіб створити мину цивілізацію, поступово поширити її на усю галактику.
В свою чергу це призведе до перетворення Служби захисту землі на Гільдію зрадників та формування Галактичної федерації 3480 (про них йдеться в інших романах Джеймса Бліша).